# TRW ロー・メンテナンス・ライフル

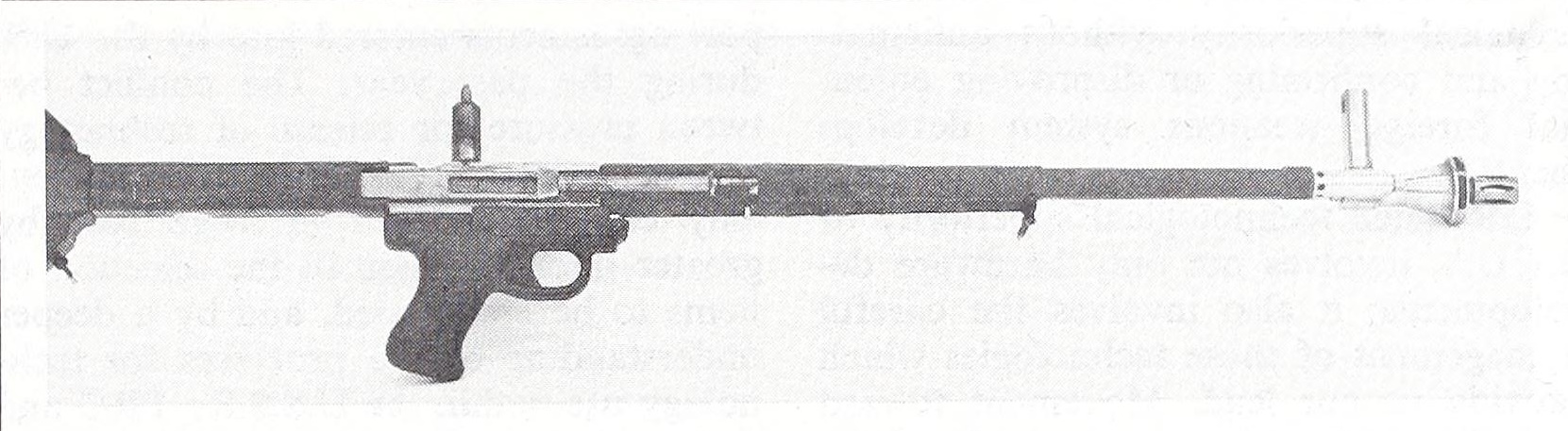
ロー・メンテナンス・ライフル

TRW ロー・メンテナンス・ライフル（TRW Low Maintenance Rifle）は、1970年代にアメリカ合衆国で試作された自動小銃である。ベトナム戦争最中、火薬の煤や整備不徹底によるM16小銃の動作不良が相次いでいたことを受け、整備頻度を減らしても十分に動作する小銃となることを意図して開発された。1973年にベトナムからの撤退が始まったため、プロジェクトは打ち切られ、制式採用には至らなかった。

## 開発
ベトナム戦争の最中に採用されたM16小銃は、当初から弾づまりや動作不良の報告が相次ぎ、議会でも取り上げられるほどの問題となっていた。調査の結果、火薬の煤と整備不徹底が不良の原因と指摘された。当時の軍用5.56mm弾（M193弾）では、設計時に想定された棒状火薬ではなく、7.62mm弾などと同じ粒状火薬が使われていた。そのため煤が残りやすかったことに加え、ガスチューブの構造上、これらが薬室にそのまま吹き戻されることが多かった。ベトナムの環境においては、湿気を吸った煤が薬室で固まり、しばしばそこから腐食が生じたのである。一方、整備不徹底の原因の1つは、兵士の間でM16が整備不要の銃と思われていたことである。これはM16（AR-15）の前身にあたるAR-10小銃が標準的にクロムメッキ銃身を備え、毛細管現象を利用し銃身内に水が溜まらないよう設計されていたことから生じた誤解とも言われている。
高等研究計画局（ARPA）は、1969年度に「整備頻度が少なくても済む小銃」、すなわちロー・メンテナンス・ライフル（Low Maintenance Rifle, LMR）の研究に着手し、1970年度までに完了した。
当時のARPA局長スティーブン・J・ルカシク博士は、LMR計画がベトナムにおけるM16とAK-47の比較から着想を得たものと説明した。共産軍が使用したAK-47は、M16が不良を起こすような悪環境下においても射撃が行えた。このことから、開発にあたっては可動部品を極力減らし、清掃が行いづらい環境下でも汚れによる影響を受けにくい素材を用いることとされた。
1971年2月、ARPAはLMRの開発についてTRWシステムズ社と契約を結んだ。要求の要点は、戦地においても整備頻度が少なくても済むM16A1小銃の代替品というものである。プロジェクトは陸軍小火器局（U.S. Army Small Arms Systems Agency, USASASA）によって監督された。設計はHIVAP機関銃などの開発に携わっていたドン・ストア技師（Don Stoehr）のチームが担当した。
最初の試作銃は、将来的に採用されると見込まれていたXM216 5.6mm SPIW フレシェット弾仕様の小銃として設計されていた。しかし、XM216弾の設計が難航したこともあり、以後はM16と同じ5.56mm弾仕様の試作銃のみが設計された。
TRWから最初にDARPAへと引き渡された試作銃は3丁だった。しかし、もともとの要求にも関わらず、簡素な設計のために故障しやすく、異物侵入にも弱いと報告された。DARPAは契約を修正し、さらに3丁の試作銃の提出を求めた。次の3丁は比較的良好に動作した。依然として異物侵入や汚れに弱いことが報告されたものの、M16よりは「大幅に改善」されていると評価された。
1973年、陸軍とTRW社の契約は終了した。この年にはベトナムからの撤退が始まっており、新型小銃への関心も失われていた。結局、LMRは採用されず、アメリカ軍は以後もM16を改良しながら長らく運用し続けることとなる。
ワシントン海軍工廠の海軍歴史・遺産司令部には、3号、4号、6号の3丁の試作銃が保管されている。

## 構造
ストアらはM16について報告された問題を全て解決することを目標に設計を行った。M16との比較試験において、LMRは「致命的ではない」3つのカテゴリを除いて、全ての点でM16よりも高く評価された。M16がLMRより高く評価されたのは、半ポンドほど軽量であること、左肩からの射撃が容易であること、セミオート射撃機能とクローズドボルト機構のために慎重に照準する際の射撃精度が若干優っていたことの3点である。
LMRの全長は34.3インチ、銃身長は19.4インチ、重量は8ポンド（装填時）である。M16と比べて、構造は非常に簡素である。使用弾薬は5.56x45mm弾（M193弾）で、M16用20/30連発弾倉がそのまま使用できる。M16よりも部品点数は少なく、分解手順も単純だった。構造が簡素かつ操作方法が単純で、コストも安価であることから、開発の時点で友好的なゲリラ組織への供給も想定されていたと言われている。
セミオート射撃は行えず、フルオート射撃のみ可能である。発射速度は450発/分だった。これはM16では発射速度の高さがフルオート射撃時の精度低下を招いたと報告されていたことから低く設定されたものである。試験においては、M16よりもフルオート射撃時のコントロールが容易であったとされている。
射撃はオープンボルトの状態から行われ、ローラーロック式閉鎖機構を備える。ローラーロック式は加工が容易かつ安価な閉鎖方式である。一般的に、オープンボルトはクローズドボルトよりも射撃精度に劣るため、一定程度の精度が求められる小銃での採用例は少ない。LMRでは、発射速度を低くして射撃の間隔を空けると共に、ボルト閉鎖時の動揺を極力減らすことによって、射撃精度の確保を試みた。オープンボルト方式はコックオフの防止も期待できた。
ガスシリンダーとピストンは銃身の右側面にあり、左側面には弾倉が取り付けられている。これによって銃の重さの中心を銃身と同じ水平面に置いている。この重量バランスと直銃床の組み合わせにより、射撃時の銃口の跳ね上がりはほとんどが相殺された。さらに銃口に制退器を兼ねる消炎器を取り付けることができる。銃口近くにはM14小銃用M6銃剣に対応した着剣具が設けられていた。グリップ部およびトリガーアセンブリはM60機関銃のものがそのまま使われていた。
リアサイトは切替式のアパチャーサイトで、照準距離は0-300ヤードと300-500ヤードの2点で切り替えられる。
M16の動作不良の主な原因とされた煤と整備不徹底の問題に対処するため、耐腐食性材およびドライフィルム潤滑剤が採用された。従来使われてきた液体の潤滑油と比べると、ドライフィルム潤滑剤は塗布の頻度が少なくて済む上、塗布自体もスプレーで容易に行えた。また、砂漠地域では砂塵が付着しづらく、寒冷地域では凍結しづらいという利点もあった。銃身、銃口、薬室にはクロムメッキが施されていた。これは熱帯地域などの厳しい環境での腐食を想定すると共に、煤や真鍮屑、土などの付着を防ぎ、清掃を容易にすることも期待されていた。同じく異物の侵入を防ぐ構造として、排莢口のダストカバーは射撃後に自動的に閉じられるようになっていた。M16が備えていたスライドストップやボルトアシストなどは、不必要な機能として排除された。LMRで用いられた耐腐食性材および潤滑剤の技術は、DARPAにおけるミサイル開発計画から派生したものとされる。
重銃身や二脚、弾帯給弾機構を取り付け、軽機関銃として運用することも想定されていた。
実現しなかったものの、5.56mm仕様以外の派生型も構想されていた。6mm弾（当時軽機関銃弾薬として有望視されていた）もそのうちの1つである。また、将校や戦車兵などへの配備を想定した.30カービン弾仕様の設計も構想されていた。